# Otto Kynast
Otto Kynast (* 1892 in Namslau, Schlesien; † 1963 in Quakenbrück) war ein deutscher Unternehmer und Fahrradfabrikant.

Logo der Kynast AG

## Leben
Otto Kynast war Sohn von Anna und Eduard Kynast. In Namslau betrieb er bis zum Beginn des Zweiten Weltkriegs ein florierendes Eisenwarengeschäft mit mehreren Mitarbeitern. Er nahm an beiden Weltkriegen als Waffenmeister teil. Otto Kynast flüchtete mit seiner Familie von Schlesien Richtung Westen.
Als Heimatvertriebener ließ sich Otto Kynast nach dem Zweiten Weltkrieg in Badbergen bei Quakenbrück nieder, wo er ein Haushalts- und Eisenwarengeschäft eröffnete. 1950 erfand er die Rahmenluftpumpe, worauf er in die Fahrradproduktion einstieg und 1951 zusammen mit seinem Sohn Werner die Otto Kynast oHG gründete. Die Gesellschaft nahm ihre Produktion von Fahrrädern in einer 15 mal 55 Meter großen Flugmotorenhalle des ehemaligen Fliegerhorsts Quakenbrück auf. Es handelte sich um den ersten größeren metallverarbeitenden Betrieb in der Region. Rahmen und Lenker zählten zur Eigenproduktion, alle anderen Teile wurden bis zur Errichtung eines eigenen Werkzeugbaus 1956 zur Montage des kompletten Fahrrads zugekauft. Schon frühzeitig wurde Fließbandarbeit und Gruppenakkord erfolgreich eingeführt.
Das Unternehmen wählte als einen Vertriebsweg den im Nachkriegsdeutschland revolutionären Versandhandel, wodurch es rasch überregional bekannt wurde. Im August 1956 lief das 100.000ste Fahrrad vom Band. 1960, nach diversen Erweiterungsbauten, die inzwischen den neuen Quakenbrücker Stadtteil Merschland (heute Neustadt genannt) dominierten, entschlossen sich die Unternehmer zur zusätzlichen Produktionsaufnahme von Camping- und Gartenmöbeln.
Als 1963 Otto Kynast als Seniorchef verstarb, blieb das Unternehmen durch seinen Sohn Werner und seinen Enkel Hanns Kynast in Familienbesitz. Es hatte sich mit über 1.000 Mitarbeitern zum größten Arbeitgeber Quakenbrücks und der Region entwickelt. 1966 wurde die Fertigung von Präzisionsstahlrohren aufgenommen. Am 21. August 1968 vernichtete ein Großbrand das gesamte Lager und Teile der Produktion; der Wiederaufbau erfolgte noch im selben Jahr. Als vierte Produktgruppe wurden 1970 Rasenmäher und Gartenpflegegeräte aufgenommen und 1974 mit der Produktion von Mofas und Mopeds begonnen. Mit eigenem Rohrwerk, Pulverbeschichtung und Galvanik hatte die Firma eine sehr große Fertigungstiefe.

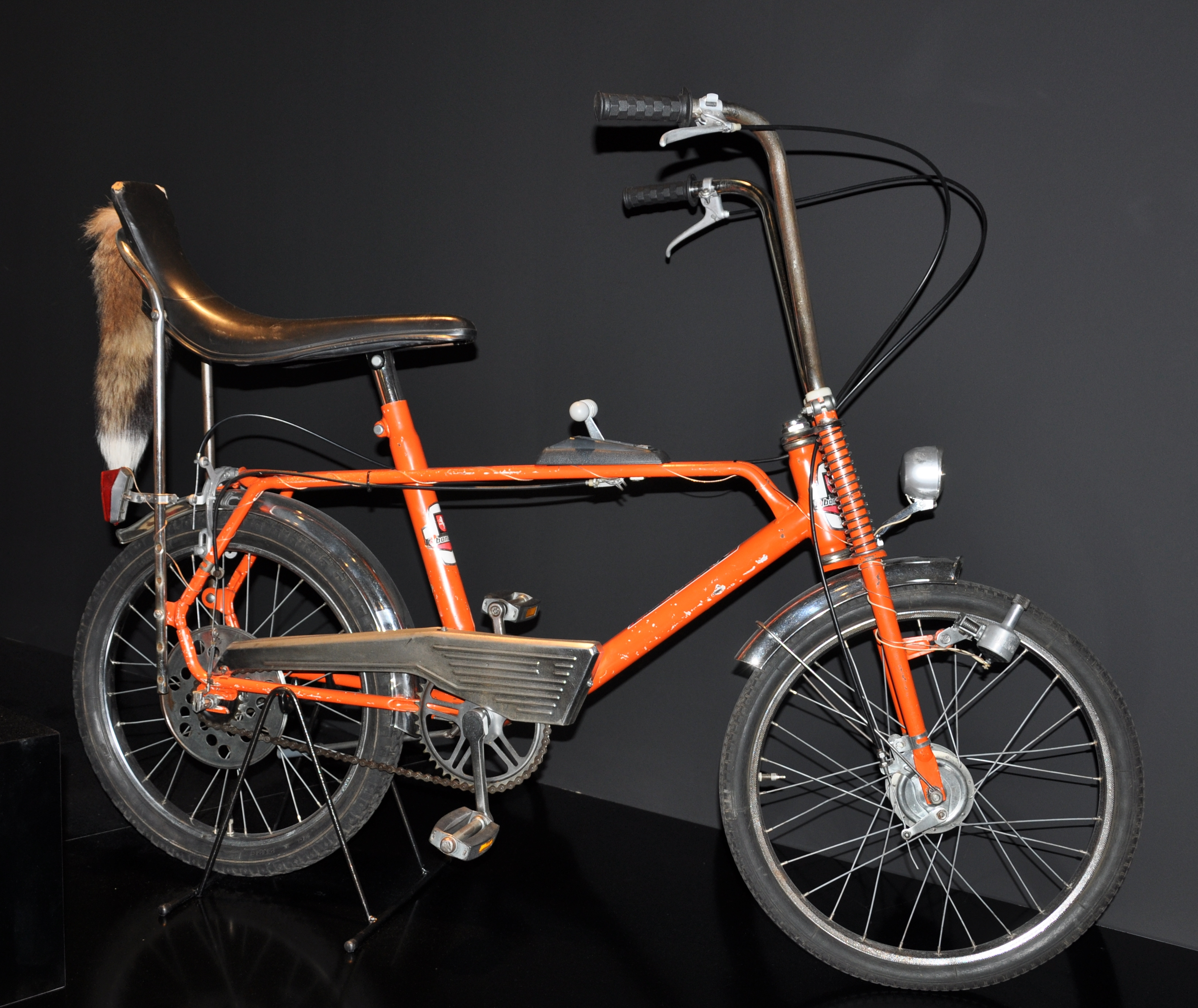
Bonanzarad, Otto Kynast GmbH&Co. KG, Quakenbrück 1970

Bis 1984 waren 15 Millionen Fahrräder verkauft. Die Gesamtproduktionsfläche betrug 130.000 Quadratmeter und es wurden 1.600 Mitarbeiter beschäftigt. Das Unternehmen firmierte mittlerweile als Otto Kynast GmbH & Co. KG mit einem Tochterunternehmen, der Europa-Stahlrohr GmbH & Co. 1992 erfolgte die Umwandlung in Kynast AG. Hatte der Export in diesen Jahren noch bis zu 38 Prozent betragen, brach er in der Folgezeit dramatisch ein. Auch der Absatz in Deutschland konnte aufgrund der Konkurrenz im Billigst-Segment – unter anderem aus Asien – nicht gehalten werden. 1999 musste die Kynast AG Insolvenz anmelden, der Stahlrohr-Bereich konnte weiterlaufen. Der Insolvenzverwalter verkaufte die wesentlichen Betriebsgrundlagen an Finanzinvestoren; es entstand eine neue Kynast GmbH. Die Produktion von Fahrrädern, Freizeitmöbeln, Rasenmähern und Stahlrohren verblieb zunächst in Quakenbrück. 2002 wurde der Bereich Stahlrohr in die neu gegründete Kynast-Steel GmbH ausgegliedert.
2003 musste auch die Kynast GmbH Insolvenz anmelden, kurz darauf gefolgt von einem Insolvenzantrag der früheren Tochterfirma Kynast Steel GmbH. Nach nur fünf Tagen Stillstand konnte jedoch die Produktion wieder aufgenommen werden. Belegschaft, Lieferanten und Kunden standen loyal zu den Fortführungsabsichten des Insolvenzverwalters, die nach Eröffnung des Insolvenzverfahrens auch durch die Gläubigerversammlung genehmigt wurde.
2005 verkaufte der Insolvenzverwalter das verwaltete Unternehmen im Rahmen einer so genannten übertragenden Sanierung an eine zur Übernahme neu gegründete Kynast-Steel GmbH an den Investor Horst Rumpf aus Lienen. Die neue Gesellschaft nahm im Januar 2006 die Produktion auf und wickelte zugleich übernommene Altaufträge des Insolvenzverwalters ab.
Im Dezember 2019 wurde auch die Kynast Steel GmbH liquidiert.
Otto Kynast war mit Marie Kynast verheiratet. Das Paar hatte zwei Kinder, Werner Kynast (* 1. Januar 1919, † 3. November 1995) und Traut-Ilse Bönsch, geborene Kynast (* 9. Mai 1921).